# LARKINS
LARKINS（ラーキンス）は、アメリカ合衆国のファッション・ストリートブランドである。
アメリカ合衆国のデザイナー「Tedd Larkins」が創立した。アメリカ発のストリートカジュアルブランドである。日本でも展開しており、通販などで売っている。
トカゲのグラフィックがトレードマークであり、LARKINSのシンボルマークとなっている。
主には、バック、リュック、財布などの商品がある。